# جيمس ماديسون بورتر
جيمس ماديسون بورتر (بالإنجليزية: James Madison Porter) (و. 1793 – 1862 م) هو قاض، ومحام، وسياسي من الولايات المتحدة. شغل منصب وزير الحرب الأمريكي الثامن عشر وكان مؤسس كلية لافاييت.
بدأ بورتر مسيرته بدراسة القانون في عام 1809 وأصبح فيما بعد كاتب في مكتب موظف رئيسي لإدارة ميليشيا المتطوعين في فورت ميفلين. أدخل بورتر في نقابة المحاماة في عام 1813 وعين لاحقا لمنصب النائب العام لمقاطعة نورثامبتون، بنسلفانيا.شغل بورتر العديد من الأعمال طوال حياته. وكان أستاذا في الفقه القضائي والاقتصاد السياسي في كلية لافاييت (1837-1852)، وقاض في الدائرة القضائية الثانية عشرة (1839)، ووزير الحرب المؤقت في عهد الرئيس جون تايلر (1843)، وانتخب عضوا في مجلس النواب في ولاية بنسلفانيا  في عام 1849.